# 9838 Falz-Fein
9838 Falz-Fein è un asteroide della fascia principale. Scoperto nel 1987, presenta un'orbita caratterizzata da un semiasse maggiore pari a 2,9928623 UA e da un'eccentricità di 0,0558716, inclinata di 5,94934° rispetto all'eclittica. È dedicato al filantropo, giornalista e sportivo Eduard von Falz-Fein.